# Clementine Bern-Zernik
Clementine Bern-Zernik, z domu Bloch (ur. 1905 w Wiedniu, zm. 31 grudnia 1996 w Nowym Jorku) – austriacka prawniczka, dziennikarka i bibliotekarka.

## Życiorys
Urodziła się w 1905 roku w Wiedniu jako druga córka Maxa (1876–1947) i Olgi (Bermann, 1879–1969) Blochów. Jej wujkiem był dziennikarz i pisarz książek podróżniczych Richard Arnold Bermann (pseud. Arnold Höllriegel). Jej ojciec miał tytuł doktora nauk prawnych i Clementine postanowiła pójść w jego ślady po ukończeniu żeńskiego liceum humanistycznego. W 1930 roku uzyskała tytuł iuris doctor i rozpoczęła siedmioletni staż w sądzie dla nieletnich, aby zostać prawniczką. W tym okresie zainteresowała się prawem karnym i chciała zostać prokuratorem. Praktykę prawniczą sprawowała jednak krótko, ponieważ 15 lipca 1938 r. wprowadzono zakaz wykonywania przez nią zawodu prawniczki ze względu na żydowskie pochodzenie.
Również w 1938 roku wyszła za mąż za architekta Oskara Berna. Wyemigrowali do Nowego Jorku, gdzie Clementine Bern znalazła pracę tłumaczki w gazecie. W 1941 roku uzyskała tytuł magistra z łaciny i niemieckiego w Teachers College na Uniwersytecie Columbia. Jednak ze względu na to, że była Żydówką i nie była obywatelką amerykańską, miała niewielkie perspektywy pracy jako pedagożka. W latach 1944–1946 została naturalizowaną obywatelką i zaczęła pracować na różnych stanowiskach w Biurze Informacji Wojennej, American Broadcasting Service w Europie oraz jako dyrektorka obozu dla przesiedleńców w Niemczech. W 1948 roku wróciła do Nowego Jorku i pracowała na stanowisku bibliotekarki w ONZ, będąc łączniczką między ONZ a Nowojorską Biblioteką Publiczną. W tym samym roku wyszła za mąż za swojego drugiego męża Herberta Zernika. W 1954 roku uzyskała tytuł magistra bibliotekoznawstwa na Uniwersytecie Columbia.
W 1993 r. wystąpiła o obywatelstwo austriackie, które nadano jej w 1994 r.
Zmarła w 1996 r. w Queens, w Nowym Jorku.

## Odznaczenia
Bern-Zernik przez całe życie była orędowniczką spraw austriackich.
W 1977 r. otrzymała Odznakę Honorową za Zasługi dla Republiki Austrii. W 1980 r. otrzymała złoty dyplom doktorski Uniwersytetu w Wiedniu. W 1985 r. przyznano jej Srebrny Medal Honorowy za zasługi dla landu wiedeńskiego.